# ماتیاش یکم
ماتیاش یکم (به مجاری: I. Mátyás)(زادهٔ ۲۳ فوریهٔ ۱۴۴۳- مرگ ۶ آوریل ۱۴۹۰) پادشاه مجارستان و کرواسی بود. او از ۱۴۶۰ و پس از یک رشته جنگ توانست پادشاه بوهم و دوک اتریش نیز شود.

## زندگی
او در کلوژ-نپوکا در رومانی کنونی که آن زمان بخشی از مجارستان بود زاده‌شد. پدرش هونیادی یانوش سردار جنگی مجار از تبار والاشی بود که از سوی اشراف مجارستان به نیابت سلطنت این کشور رسید.
با مرگ یانوش مجارستان به مدت دو سال میدان نبرد میان لاسلوی پنجم از دودمان هابسبورگ و فئودال‌های این کشور بود. در جریان این درگیری‌ها ماتیاش دستگیر شد ولی به دلیل جوانی از مرگ نجات یافت. پس از آن او به عنوان گروگان در نزد فرمانروای بوهم- گئورگ فن پودیبراد- نگاه‌داشته شد و در نزد او مقدمات به قدرت رسیدنش فراهم آمد.
در ۱۴۵۸ میلادی بزرگان مجارستان وی را به شاهی برگزیدند. در این زمان ماتیاش پانزده‌ساله بود. در این زمان مجارستان از همه‌سو از جانب عثمانیها، جمهوری ونیز، فریدریش سوم، امپراتور مقدس روم و کاژیمیژ یاگیلونچیک پادشاه لهستان مورد تعرض بود. در میان این متعرضان، فریدریش و کاژیمیرژ خود را صاحب برحق تاج و تخت مجارستان نیز می‌دانستند. ماتیاش توانست پیروزی‌هایی در برابر عثمانی‌ها در منطقهٔ بوسنی و به تبع آن پشتیبانی پاپ پیوس دوم را به دست آرد.
در منطقهٔ والاشی هم ولاد سوم هم خراج‌گذار وی بود. او توانست روابط دیپلماتیک نیرومندی را با بسیاری از کشورها از جمله با پاپ، پادشاهی ناپل، فرانسه، بسیاری سرزمین‌های آلمانی‌نشین، روسیه و ایران برقرار سازد.
مرگ او در وین رخ‌داد.

## نگارخانه

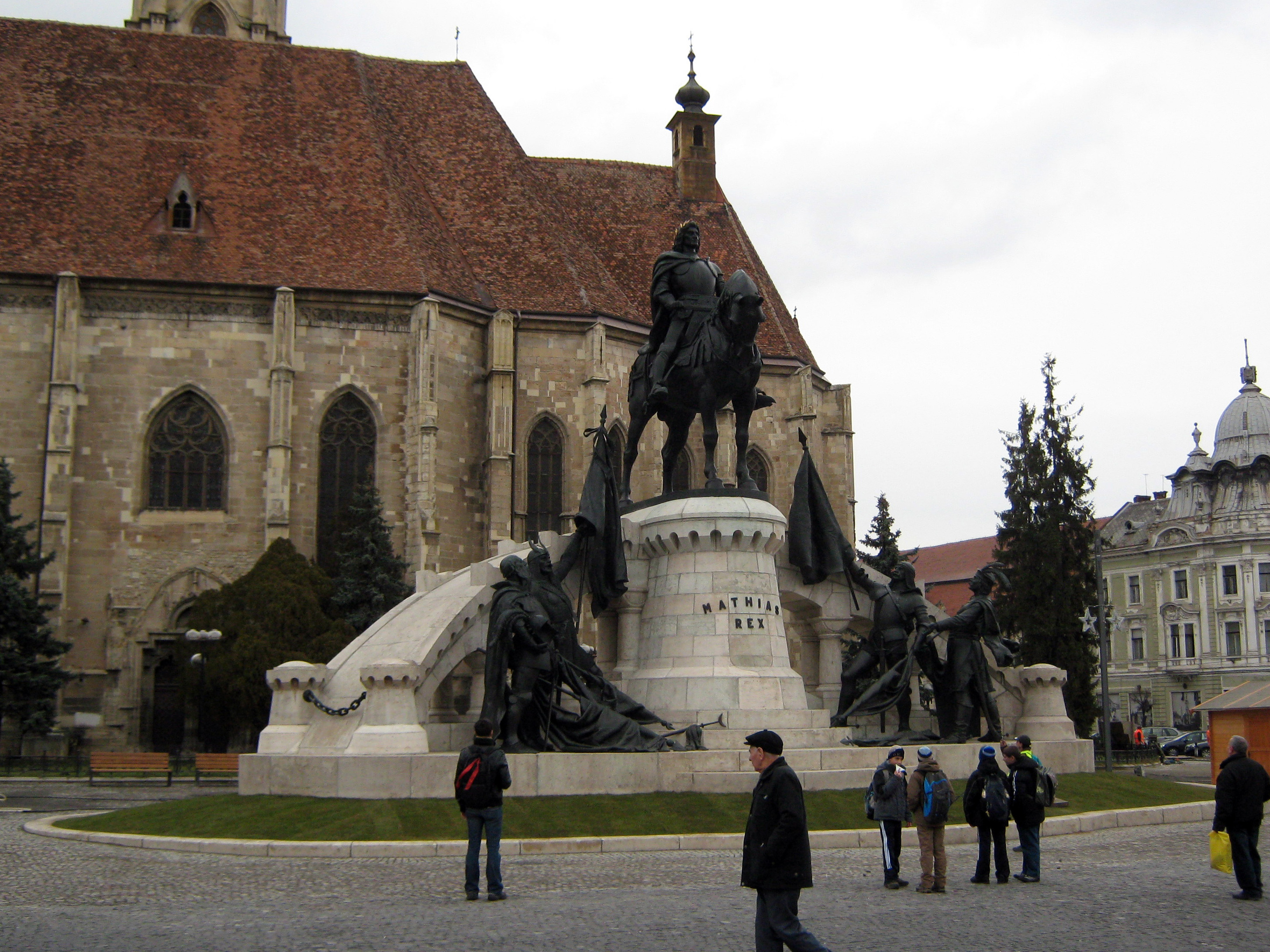
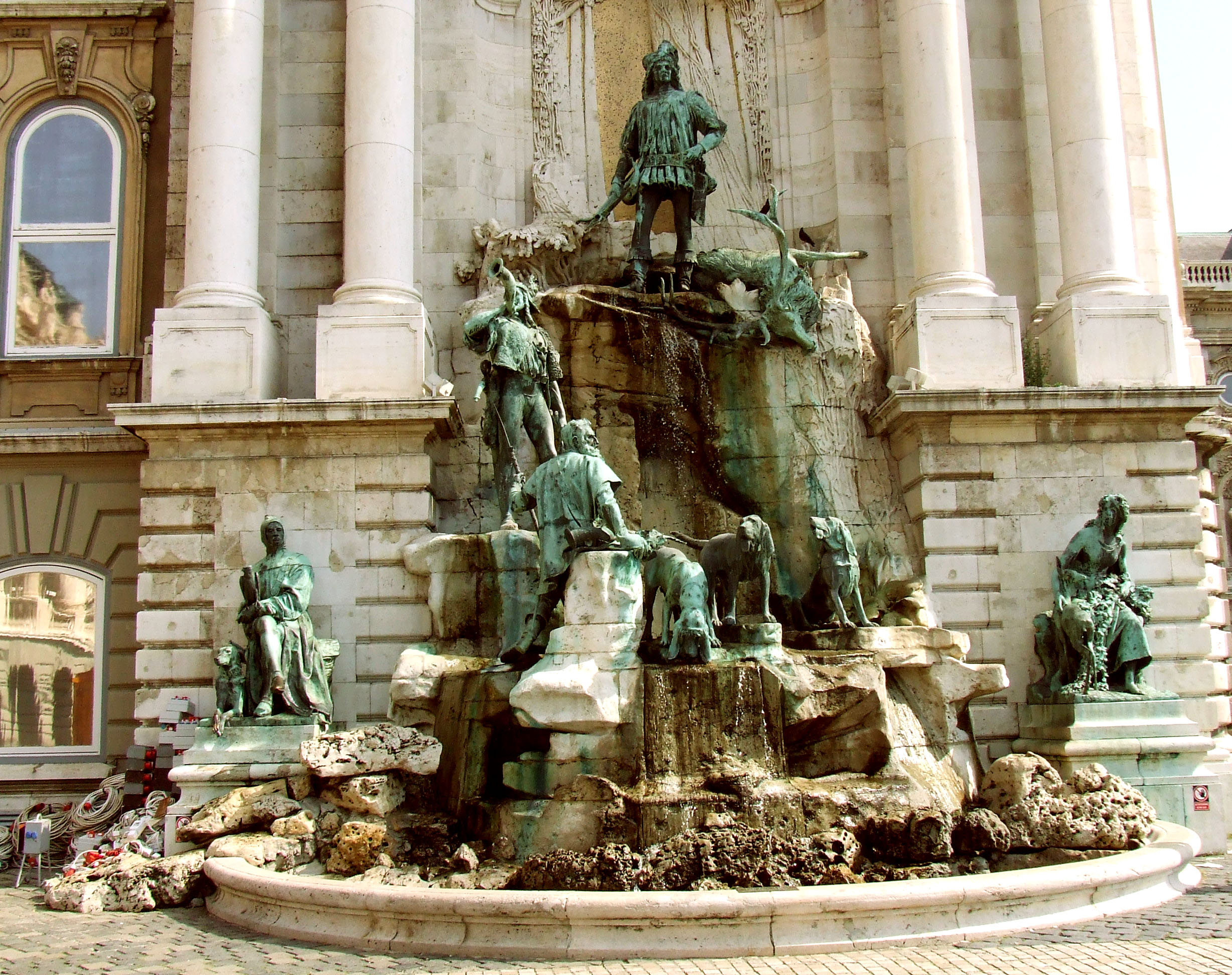
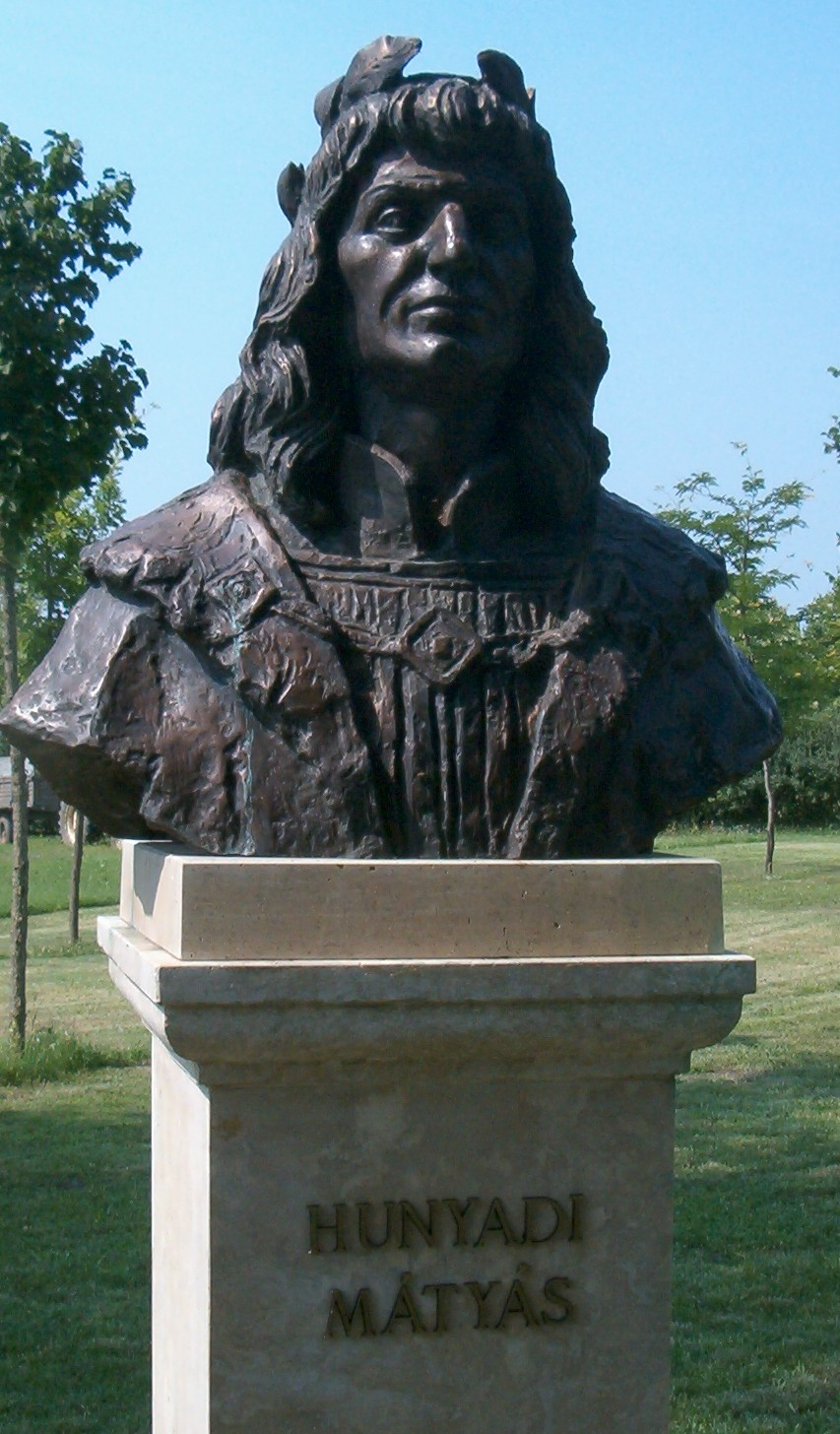
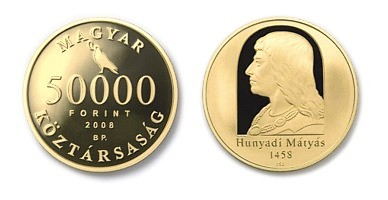
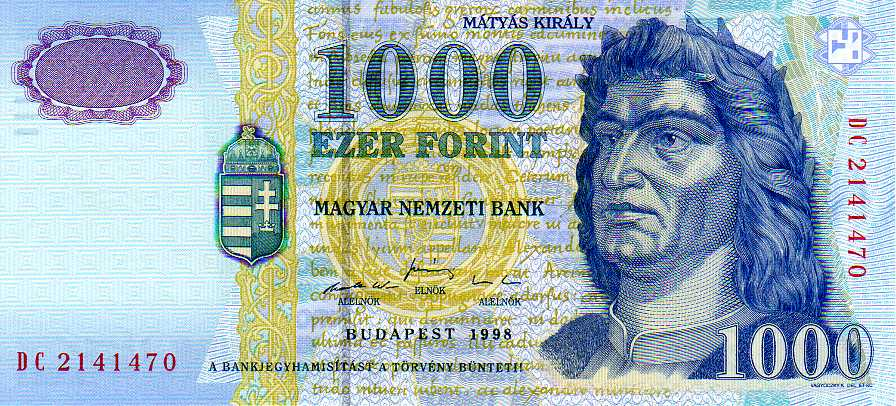